# Katholieke Kerk in Cambodja

Cambodja

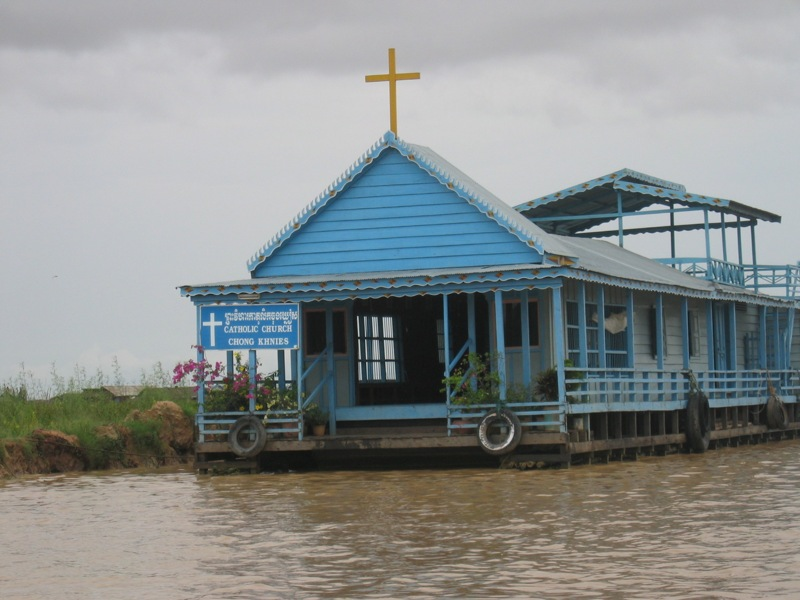
De katholieke kerk in Chong Knies

De Katholieke Kerk in Cambodja maakt deel uit van de wereldwijde Katholieke Kerk, onder het leiderschap van de paus en de Curie. 
Er wonen ongeveer 20.000 katholieken in Cambodja. Vroeger was het grootste deel van de katholieken van Vietnamese afkomst.
Apostolisch nuntius voor Cambodja is sinds 8 februari 2023 aartsbisschop Peter Bryan Wells, die tevens nuntius is voor Thailand en apostolisch gedelegeerde voor Laos.

## Bisdommen
- Immediatum:¨
  - Apostolisch vicariaat Phnom-Penh
  - Apostolische prefectuur Battambang
  - Apostolische prefectuur Kompong-Cham